# Дедуктивно-номологическая модель
Дедуктивно-номологическая модель объяснения (ДН-модель, модель Гемпеля) — это модель объяснения научного знания с помощью дедуктивного метода и использования общих законов в качестве главной посылки. Основной вклад в её разработку внес Карл Густав Гемпель. Она предназначена для объяснения общих закономерностей (всеобщих законов), частных законов и единичных фактов.
В рамках дедуктивно-номологической модели знание обосновывается с помощью применения методов дедукции и использования законов. Научное знание в этой модели рассматривается как дедуктивная структура. В этой системе истинность посылок необходимо приводит к истинному заключению.

Сам К.Гемпель описывает дедуктивно-номологическую модель следующим образом: 
«…Дедуктивно-номологическое объяснение отвечает на вопрос „Почему возникает объясняемое явление?“, показывая, что явление вызывается определёнными частными обстоятельствами, указанными в С1, С2,…Cn, в соответствии с законами L1, L2,…Lr. Отмечая это, аргумент демонстрирует, что в конкретных обстоятельствах и при действии указанных законов следует ожидать возникновения определённого явления; и именно в этом смысле объяснение позволяет нам понять, почему это явление возникает.»

## Описание

### Структура дедуктивно-номологического объяснения
Согласно дедуктивно-номологической модели научного знания, научное объяснение состоит из двух частей — экспланандума и эксплананса.
Экспланандум — это совокупность предложений, которые описывают феномен, который нужно объяснить, а эксплананс — это совокупность предложений, которые приводятся для объяснения явления. Иными словами, экспланандум описывает само явление, а эксплананс его объясняет. В данной модели научного объяснения экспланандум дедуктивно выводится из эксплананса.
Чтобы объяснение феномена в виде эксплананса было верным, необходимо, чтобы оно удовлетворяло нескольким условиям. Первое можно назвать дедуктивным компонентом модели, а второе — номологическим, или «законным».
Во-первых, в данной модели необходимо, чтобы объяснение имело вид дедуктивного логического аргумента, то есть соответствовало двум пунктам:
1. Экспланандум должен быть логическим следствием эксплананса.
2. Все предложения эксплананса должны быть истинными.

Во-вторых, эксплананс должен содержать в себе хотя бы один закон природы. Схема законов, о которых идет речь в данном контексте, и может быть представлена так:
1. Всеобщие законы, которые относятся ко всем областям знания. Например, законы логики и математики.
2. Частные законы отдельных наук. Например, законы химии, физики, биологии.
3. Единичные факты. Они подчиняются более общим законам.

Посылка, включающий либо всеобщий закон, либо закон частной науки, должна иметь особое значение, то есть быть ключевой в экспланансе. Без неё нельзя вывести достоверное знание. Гемпель определяет понятие «закон» в своей дедуктивно-номологической модели как эмпирическую регулярность, которые соответствуют другим эмпирическим критериям в каждой области знания.
Также К. Гемпелем был сформулирован тезис о симметрии объяснения и предсказания. В рамках общей схемы модели объяснение и предсказание являются симметричными процессами, но различаются своей направленностью. Объяснение — это переход от экспланандума к экспланансу, а обратная последовательность дает нам предсказание.

### Проблема «законов» частных наук
Дедуктивно-номологическая модель базируется на убеждении, что в совокупности всех имеющихся обобщений в мире можно выделить законы природы и случайные обобщения, ими не являющиеся. Например, мы можем рассмотреть утверждения, рассмотренных К. Г. Гемпелем:
(1) Все члены школьного комитета Гринсбери в 1964 году — лысые.
(2) При неизменном давлении все газы при нагревании расширяются.
Первое обобщение мы не можем назвать необходимым законом, оно случайно. Второе же наглядно иллюстрирует классический естественно-научный закон, то есть если мы, например, рассмотрим частный пример, иллюстрирующий этот закон в единичном факте, то данная посылка будет выполнять объясняющую функцию.
Эксплананс из двух посылок, приводящий к истинному экспланандуму, будет выглядеть так:
Основная посылка: При неизменном давлении все газы при нагревании расширяются.
Вторая посылка: При неизменном давлении азот был нагрет.
Заключение: Значит, азот расширился.
В этом случае объяснение проходит успешно. В случае с предложением про членов школьного комитета повторение подобной операции будет описывать, а не объяснять происходящее.
Обоснование разделения этих двух типов обобщений является одной из обсуждаемых тем в данном дискурсе. Это связано с тем, что во многих частных науках (таких как биология, психология, экономика и другие) существуют основополагающие для этих наук обобщения, которые имеют исключения из своего правила. Дедуктивно-номологическая модель фокусируется на выведении заключений на основе детерминистических законов. Так как законы частных наук часто включают в себя статистические законы. Возникает вопрос, могут ли они считаться законами, возможными для использования в данной модели, если они не всеобщие. Примером такого спорного обобщения являются законы о наследуемых признаках Г. Менделя, так как существуют процессы, их нарушающие (как пример — мейотический дрейф).
Другой повод для сомнения в возможности использовать частные законы в данной модели — это узкие границы их применения. Появляется вопрос о том, можно ли их считать объясняющим, а не описывающим законом, и где найти грань между частными законами и случайными обобщениями.

### Роль каузальности в дедуктивно-номологической модели
Ведутся дискуссии по поводу того, являются ли объяснения в науке и повседневной жизни каузальными, и чем они отличаются от некаузальных объяснений. Гемпель был согласен с тем, что многие научные объяснения действительно описывают подлинные причины изучаемых явлений, но он не делал основой своей теории причинно-следственные связи, то есть он не утверждал, что «X должно присутствовать в объяснении Y, если и только если X — причина Y». Для функционирования данной модели достаточно было принять идею юмовской причинности, или регулярности.

### Отличие дедуктивно-номологического объяснения от обычного повествования
Обычное повествование не дает подлинного объяснения произошедшего, так как оно не содержит в структуре рассуждения закона в виде главной посылки. Оно связывает единичные факты сами с собой, либо связывает случайные обобщения с единичными фактами.
В одном из аргументов против успешности дедуктивно-номологического объяснения, выдвинутым М. Скривеном, утверждается, что данная модель не описывает необходимых условий, чтобы считаться научным объяснением. Для примера будет рассмотрено утверждение «я толкнул письменный стол коленом, и из-за этого опрокинулась чернильница». Скривен считает, что данное утверждение объясняет падение чернильницы даже несмотря на то, что оно не соответствует структуре дедуктивно-номологического аргумента, и что в нём нет указания на закон.
На этот контраргумент Гемпель ответил, что объяснение не должно ограничиваться данным утверждением. Чтобы его действительно можно было признать объяснением необходим более полный и глубокий анализ явления. Он предлагает интерпретировать данное высказывание как отсылающее к «скрытому» закону, который необходимо выявить. Именно этот имплицитный закон является скрытой посылкой, которая не отражена в самом утверждении.
Трактовать данное объяснения Гемпеля можно двумя способами. Один из них подразумевает выстраивание «скрытой» структуры аргумента примерно следующим образом:
«Основная посылка (закон):
Если толчок стола, на котором располагается чернильница, удовлетворяет условиям C (где C — условие сильного толчка, легкого стола и так далее), чернильница опрокидывается.
Вторая посылка: Произошел удовлетворяющий условиям C толчок стола, на котором стоит чернильница.
Заключение: Чернильница упала.»
Вторая трактовка Гемпеля подразумевает понимание утверждения про чернильницу как прообраз настоящего объяснения, в этом случае данное высказывание является только наброском к будущему объяснению.